# Frankendom

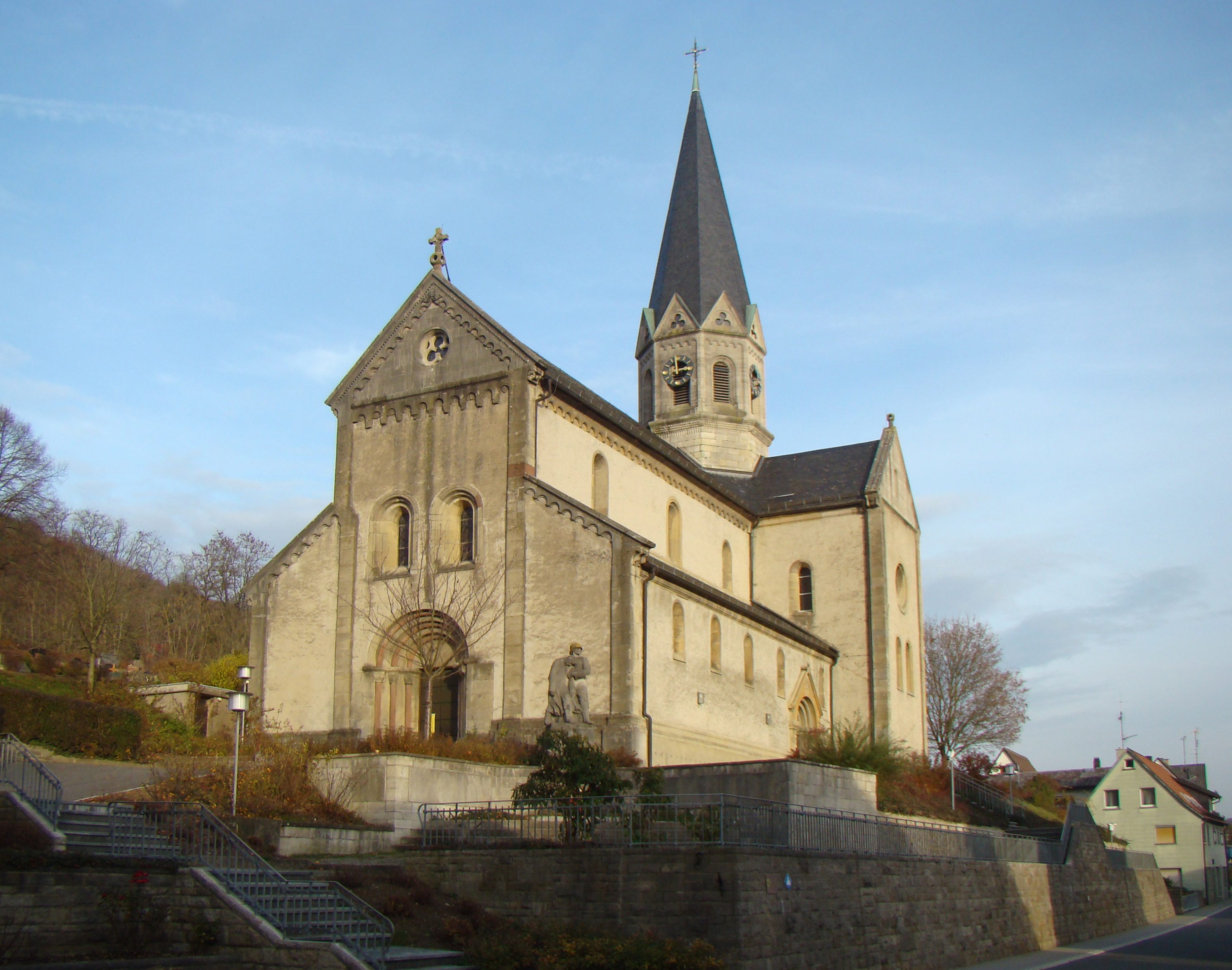
Frankendom in Wölchingen

Der Frankendom (auch Evangelische Kirche Wölchingen, Johanniterkirche) in Wölchingen, einem Stadtteil von Boxberg im Main-Tauber-Kreis in Baden-Württemberg, ist ein romanisches Kirchenbauwerk aus dem 13. Jahrhundert. Die Kirche ist Teil der Kirchengemeinde Boxberg-Wölchingen, die dem evangelischen Kirchenbezirk Adelsheim-Boxberg zugeordnet ist.

## Geschichte

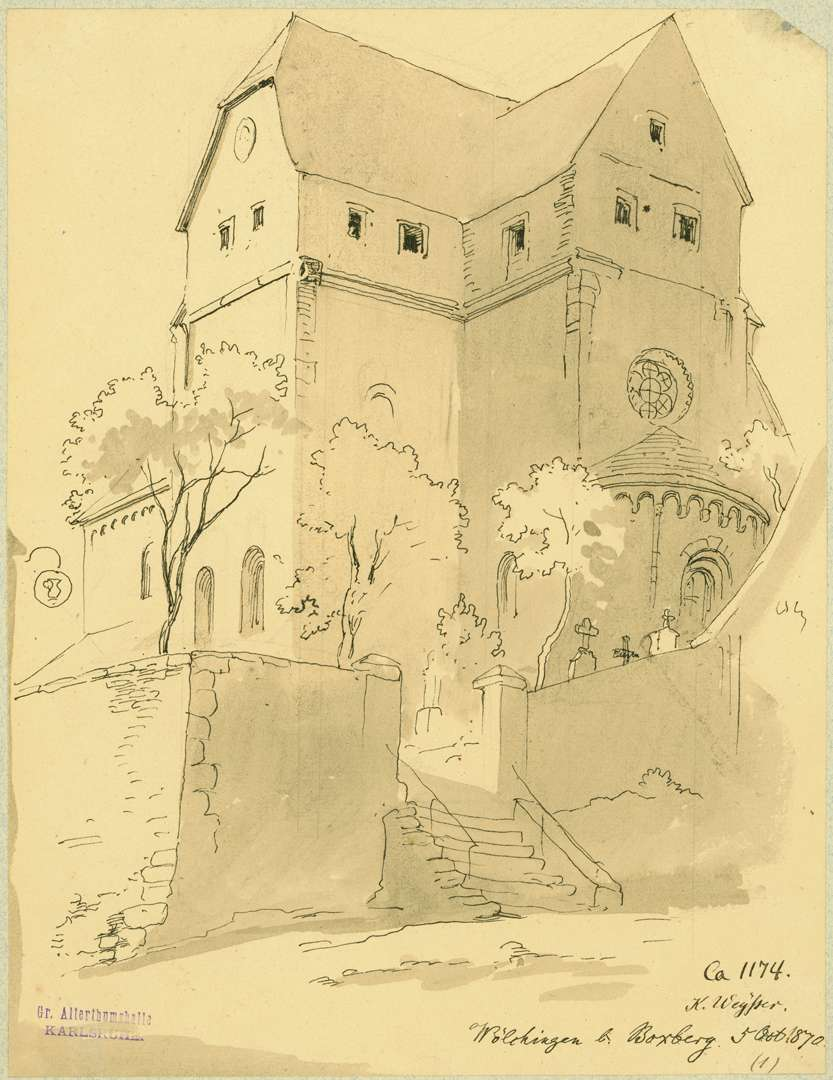
Zeichnung (Karl Weysser) von 1870, Kirche noch ohne Turm

Die Kirche wurde vermutlich zwischen 1220 und 1270 durch den Johanniterorden in Verbindung mit den Ortsadligen von Boxberg erbaut. Möglicherweise hat der Orden die Pfarrkirche auch nur übernommen, aber nicht erbaut. Der Johanniterorden hatte 1192 Güter von Kraft von Boxberg erhalten.
Die erste urkundliche Erwähnung der Kirche datiert auf 1287, als der Johanniterorden auch die Burg Boxberg erwarb. 1381 kam der Besitz an die Ritter von Rosenberg, die in Boxberg 1559 die Reformation durchführten, woraufhin die Kirche zur evangelischen Kirche wurde. Sie diente anfangs nur der Gemeinde in Wölchingen, seit dem 19. Jahrhundert auch der Gemeinde in Boxberg. 
Das ursprünglich turmlose Bauwerk erhielt 1878/79 einen achteckigen Turm auf der Vierung. Die letzten umfangreichen Sanierungen fanden 1961/63 und 1996/97 statt.

## Beschreibung

### Architektur

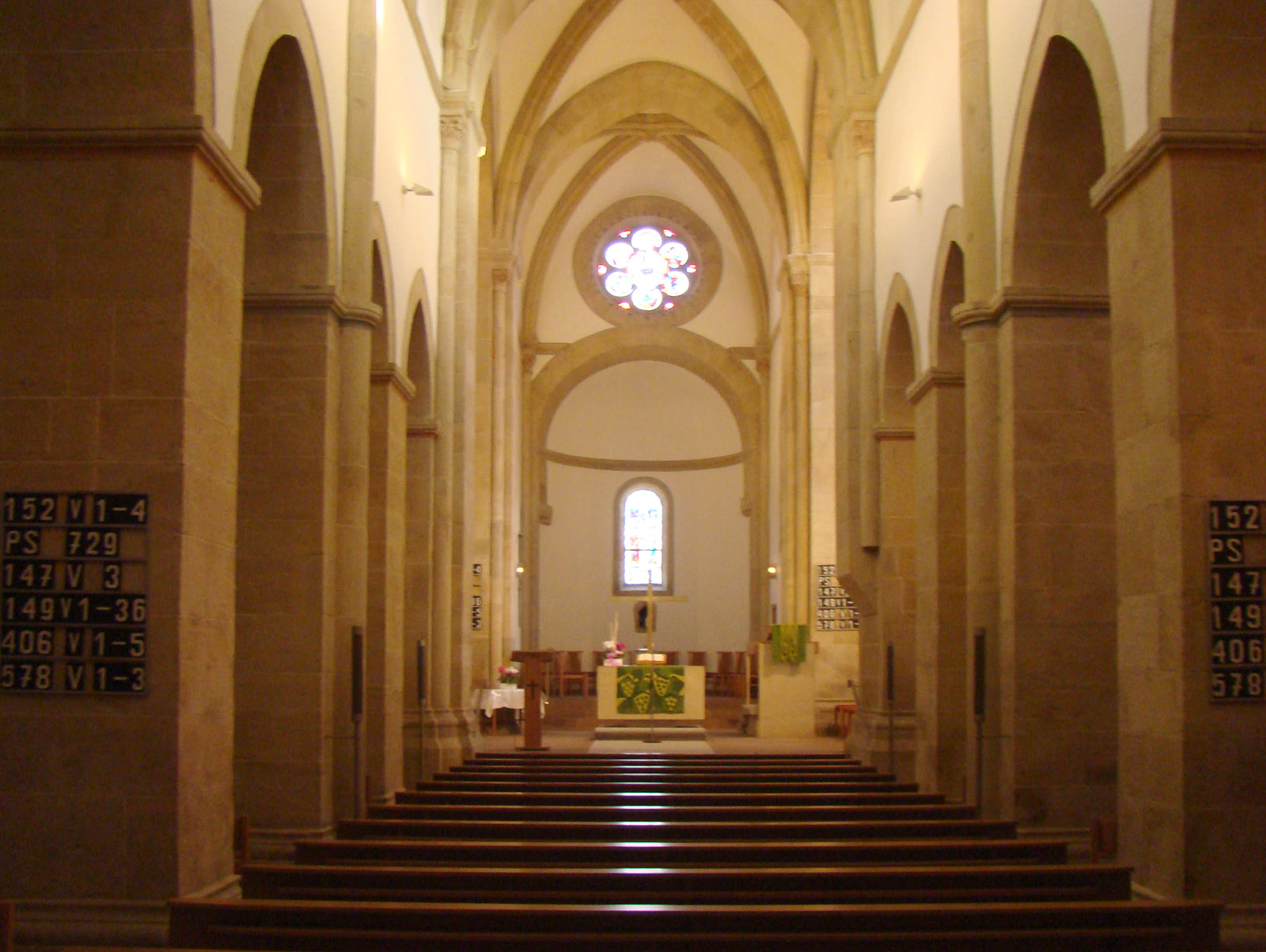
Blick zum Chor

Die Kirche ist eine dreischiffige Pfeilerbasilika mit vor dem Chor eingezogenem Querhaus, so dass sich ein kreuzförmiger Grundriss ergibt. Mittel- und Querschiff sind jeweils von drei annähernd quadratischen Jochen überspannt, der Chor von einem. Die Seitenschiffe sind jeweils von sechs etwa quadratischen Jochen überspannt, deren Seitenlänge jeweils halb so lang wie die der Mittelschiffjoche ist. Der nach Osten ausgerichtete Chor wird von einer halbrunden Apsis über die gesamte Stirnseitenbreite abgeschlossen, das Querhaus weist ebenfalls halbrunde Apsiden nach Osten auf. Die Kirche weist überwiegend Stilmerkmale der Romanik auf, nur vereinzelt findet sich bereits frühgotische Elemente.

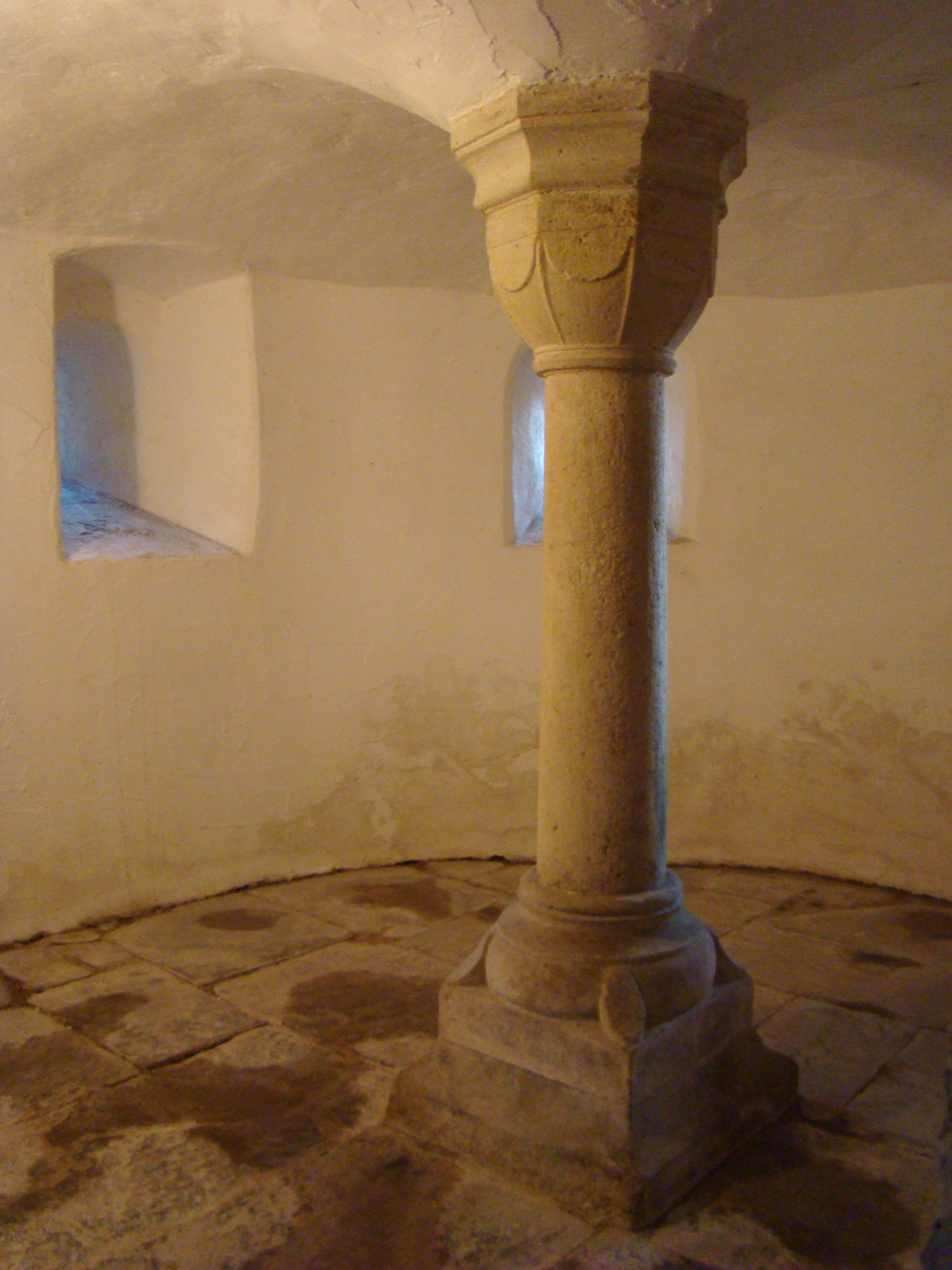
Krypta unter der Chorapsis

Unter der Chorapsis befindet sich eine runde Krypta, deren Decke von einer Mittelsäule mit achteckigem Kapitell getragen wird. Die Krypta war vermutlich als Heiliges Grab angelegt, worauf eine Wandnische zur Aufbewahrung eines symbolischen Christuskörpers hinweist.
Die Westfassade mit dem Hauptportal ist durch Lisenen gegliedert, die die Aufteilung der Längsschiffe im Inneren auch von außen andeuten. Die linke Lisene weist dabei einen auffälligen Knick am Ansatz des Seitenschiffgiebels auf. Das rundbogige Portal im Westgiebel ist getreppt und wird seitlich von Kelchwürfelkapitellen flankiert. Längs des Giebels verläuft ein Rundbogenfries mit Fratzen, Tiergestalten und verschiedenen Symbolen. Auch am Südportal und an der Ostseite der Kirche ist entsprechender Bauschmuck zu finden.

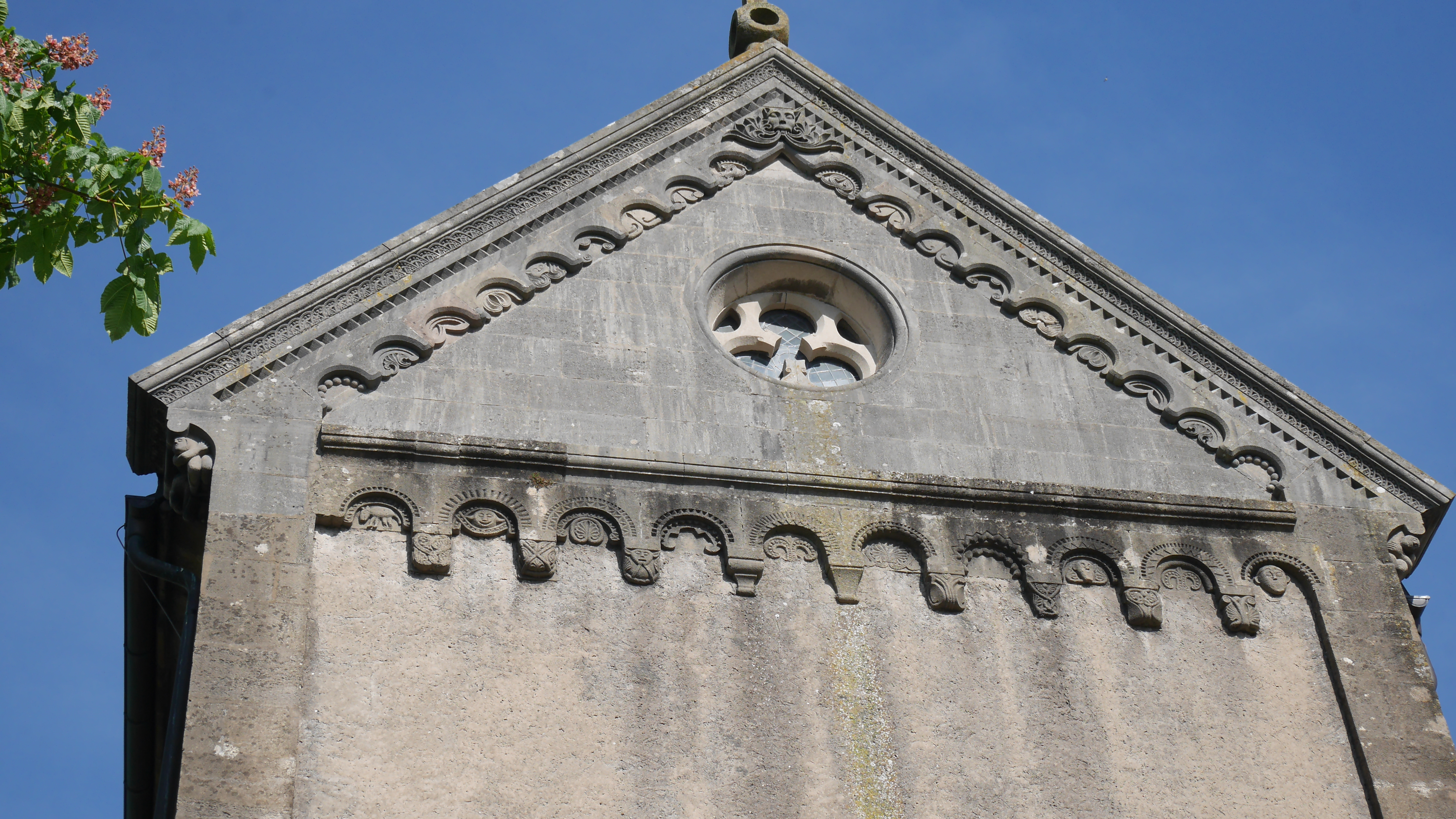
Giebel erneuert

Die Buntglasfenster der Kirche schuf Valentin Feuerstein aus Neckarsteinach in den Jahren 1961 bis 1963. Sie zeigen alt- und neutestamentliche Szenen. Das Hauptfenster in der Chorapsis zeigt eine Kreuzigungsdarstellung umgeben von der Grablegung Christi und den Frauen am leeren Grab. In der Fensterrose über dem Apsisbogen thront Christus als Weltenherrscher inmitten von Evangelistensymbolen.

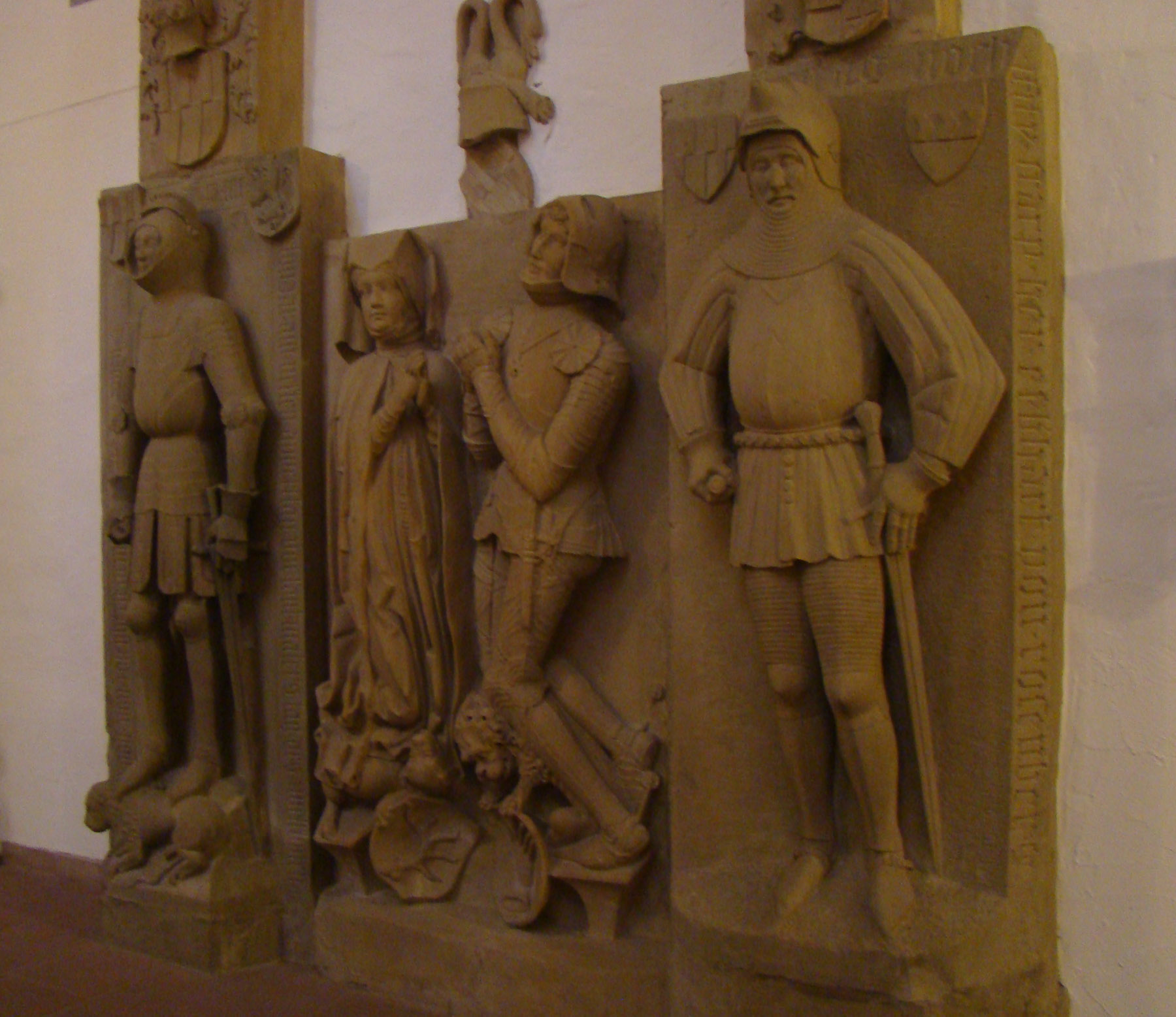
Rittergrabmäler im südlichen Seitenschiff

### Grabmäler
In der Kirche befinden sich mehrere historische Grabmäler. Die ältesten Grabmäler sind die in den Nischen des rechten Querschiffs und stammen aus dem späten 13. Jahrhundert. Beide Grabmale zeigen ausgeprägte Band- und Flechtornamente. Im südlichen Seitenschiff befinden sich die Grabmale von Arnold von Rosenberg († 1447) und Eberhard X. von Rosenberg († 1449), dazwischen ein Doppelgrabmal eines nicht näher bezeichneten ritterlichen Paares, alle als lebensgroße Reliefplastiken dargestellt. Eines der beiden Rosenberg-Grabmäler weist eine deutsche Inschrift auf und gilt als das älteste Grabmal mit deutscher Inschrift im weiteren Umkreis. Ein weiteres Grabmal mit Ritterstandbild befindet sich im nördlichen Seitenschiff.

### Glocken
Im Turm befinden sich vier Glocken aus Bronze:
| Nr. | Gussdatum | Gießer                                   | Schlagton | Inschrift                                                                                                  |
| --- | --------- | ---------------------------------------- | --------- | --- |
| 1   | 1952      | Glocken- und Kunstgießerei Rincker, Sinn | g´        | »Heilig, heilig ist der Herr Zebaoth, alle Lande sind seiner Ehre voll«                                    |
| 2   | 1952      | Glocken- und Kunstgießerei Rincker, Sinn | b´        | »Christus spricht: Ich bin die Auferstehung und das Leben«                                                 |
| 3   | 1952      | Glocken- und Kunstgießerei Rincker, Sinn | c″        | »Seid fleissig zu halten die Einheit im Geist«                                                             |
| 4   | 1928      | Glockengießerei Bachert, Karlsruhe       | e″        | »Dem Gedächtnis der Union gewidmet // Geopfert in eiserner Zeit // bin ich zur Ehre Gottes erneut // 1928« |

## Radwegekirche
Der Frankendom ist als Radwegekirche ausgewiesen.